# Hylobates muelleri
El gibón de Müller de Borneo (Hylobates muelleri), también conocido como gibón gris, es una especie de primate hominoideo de la familia Hylobatidae, que se encuentra exclusivamente en la isla de Borneo. Actualmente es catalogado por la IUCN como especie amenazada por la pérdida de su hábitat.

## Taxonomía
La especie Hylobates muelleri pertenece a la familia Hylobatidae y al género Hylobates cuenta con tres subespecies:
- Hylobates muelleri abbotti
- Hylobates muelleri funereus
- Hylobates muelleri muelleri

## Distribución
Todas las subespecies se encuentran en Borneo exceptuando el sudeste, desde la orilla norte del río Kapuas sigue en el sentido de las agujas del reloj hasta la orilla este del río Barito. 
La subespecie Hylobates muelleri muelleri es encontrada al sudeste de Kalimantan en Borneo, al sur del río Mahakam y al occidente del río Barito. Hylobates muelleri funereus se halla en Brunéi, Indonesia (Kalimantan) y Malasia (Sabah y Sarawak) todos ubicados en la isla de Borneo. Se distribuye desde el noreste de Borneo (Sabah) al Sur hasta el río Mahakam zy al oeste tal vs hasta el distrito Baram y la IV división administrativa de Sarawak. Por último Hylobates muelleri abbotti se encuentra en Kalimantan y Sarawak. Se distribuye al norte del río Kapuas y alcanzando por el este el distrito Saribas de Sarawak.

## Hábitat
La especie se ubica en los bosques de selva tropical en la isla de Borneo. Los gibones grises son arbóreos, diurnos y frugívoros. Han sido reportados en bosques ubicados a 1.500 o 1.700 m s. n. m., decreciendo la densidad a mayor altitud. En el parque nacional de Kutai, el tamaño promedio de los territorios es de 36 ha.

## Características
La coloración del Hylobates muelleri varia de gris a café. La parte superior de la cabeza y el pecho son más obscuros que el resto del cuerpo. La longitud del cuerpo varía entre 44 a 63,5 cm y pesan entre 4 a 8 kg. El dimorfismo sexual no es marcado teniendo los machos y las hembras una morfología muy similar. El gibón gris tienen nalgas acolchadas, dientes caninos largos, y no tienen cola. La parte basal del pulgar se extiende desde la muñeca más que de la palma de la mano, permitiéndole extender su rango de movimiento.

## Reproducción
Los gibones grises son monógamos, la pareja y sus crías ocupan un territorio que defienden. La edad de madurez sexual la alcanzan a los 8 o 9 años. Las hembras ovulan cada 28 días. De la escasa información disponible, parece no existir un pico estacional de nacimientos. La gestación dura 7 meses y usualmente solo tienen una cría. Los periodos entre nacimientos son de 2 a 3 años y la crianza puede prolongarse hasta 2 años. Los jóvenes permanecen con su padres hasta alcanzar la madurez.

## Comportamiento
Los gibones grises son muy ágiles. Usan la braquiación para desplazarse entre los árboles. Este modo de locomoción exige la extensión de sus largos brazos sobre la cabeza y arquear las manos con respecto a los brazos. Este animal se moviliza rápidamente con balanceándose con largos saltos y son capaces de cubrir 3 metros de un solo salto. Estos gibones son capaces de desplazarse en tierra bipedestando (en dos piernas) con los brazos sobre la cabeza para equilibrarse, sin embargo no cubren grandes distancias de este modo. No son nadadores y evitan el agua profunda.
Los gibones grises viven en grupos de 3 o 4 individuos, siendo común ver animales solitarios. Estos son adultos que se han visto forzados a dejar la familia y no han establecido su territorio. Estos animales son diurnos y permanecen activos entre 8 a 10 horas al día, siendo los machos más activos que las hembras. Pasan la mayor parte del tiempo buscando alimento en las copas altas de los árboles.
Son criaturas sociales pero no invierten mucho tiempo interactuando como algunos primates. El acicalamiento y los juegos solo les tomas el 5% del tiempo de la actividad diaria. La pérdida de interacciones puede deberse al número reducido de integrantes en el grupo.

## Dieta
La mayor parte de la dieta consiste en frutas maduras ricas en azúcares e higos; una parte más pequeña de su dieta consiste en hojas e insectos.

## Estado de conservación
La especie Hylobates muelleri fue incluida en 2008 como especie en peligro de extinción (EN del inglés «endargered») en la lista roja de la IUCN, la inclusión fue basada en la reducción de la población estimada en un 50% en los últimos 45 años, debido a la creciente pérdida de su hábitat. Además la especie continúa siendo cazada para el consumo humano y el tráfico ilegal.